# Большие Зондские острова
Больши́е Зо́ндские острова́ (малайск. и индон. Kepulauan Sunda Besar, ачех. Pulo-pulo Sunda Rayek, сунд. Kapuloan Sunda Gedé) — группа островов в Юго-Восточной Азии. Вместе с Малыми Зондскими островами образуют Зондский архипелаг.
К Большим Зондским островам относятся (с запада на восток):
- Суматра — 473 000 км²;
- Ява — 132 000 км²;
- Калимантан (Борнео) — 743 330 км²;
- Сулавеси (Целебес) — 174 600 км².

На этих островах расположена главная часть Индонезии. Исключением является север острова Калимантан, на котором расположены островная часть Малайзии и Бруней.
Большие Зондские острова представляют собой границу между Тихим океаном (точнее одним из его морей, Южно-Китайским морем) и Индийским океаном. С общей площадью в 1,5 млн км² и населением около 180 млн жителей Большие Зондские острова являются самой большой островной группой мира. Только Гренландия превосходит их по площади.